# Melanargia pseudolucasi
Melanargia pseudolucasi är en fjärilsart som beskrevs av Weiss 1920. Melanargia pseudolucasi ingår i släktet Melanargia och familjen praktfjärilar. Inga underarter finns listade i Catalogue of Life.